# Hanussen (film, 1988)
Pour plus de détails, voir Fiche technique et Distribution.
Hanussen est un film germano-austro-hongrois réalisé par István Szabó, sorti en 1988, basé sur la vie d'Erik Jan Hanussen.

## Synopsis
À la fin de la Première Guerre mondiale, le caporal-chef Klaus Schneider est blessé à la tête. À l'hôpital militaire, le docteur Bettelheim remarque les capacités particulières d'hypnotiseur de son patient et aimerait les utiliser pour les soins aux malades. Mais le capitaine Nowotny lui propose le monde clinquant des spectacles de variétés. Ils se produisent d'abord à Vienne où l'ancien caporal-chef apparaît sous le nom Hanussen, puis à Berlin. C'est là qu'il connaît le succès non seulement avec ses spectacles d'hypnose, mais aussi de voyance (on ne sait pas exactement quelle est la part de la chance et celle de l'escroquerie). Alors qu'il est clair que le parti nazi se renforce, il « prédit » l'arrivée au pouvoir d'Hitler. Le nouveau pouvoir le remarque, lui fait la cour, l'invite à des réceptions. Pendant un temps, il arrive apparemment à garder son destin en main et à trouver des échappatoires, mais il est en même temps dans une incertitude constante, car il ressent le danger. Le chef de la propagande nazie se sert d'Hanussen et lui fait « prédire » l'incendie du Reichstag. Après cela, il n'y a plus d'issue possible : Hanussen devient dangereux, il doit disparaître. Il est emmené, et dans la forêt d'automne, tout simplement fusillé.

## Fiche technique
- Titre : Hanussen
- Réalisation : István Szabó
- Scénario : Péter Dobai et István Szabó, d'après l'autobiographie de Erik Jan Hanussen
- Producteurs : Artur Brauner et Judit Sugár
- Musique : György Vukán
- Photographie : Lajos Koltai
- Montage : Zsuzsa Csákány et Brigitta Kajdácsi
- Décors : József Romvári
- Costumes : Zsuzsa Stenger et Nelly Vágó
- Production : Central Cinema Company Film (CCC)
- Pays de production : Allemagne de l'Ouest - Autriche - Hongrie
- Format : Couleurs - 1,66:1 - Mono - 35 mm
- Durée : 140 minutes
- Date de sortie : 
  - Hongrie : 6 octobre 1988

## Distribution
- Klaus Maria Brandauer : Klaus Schneider/Erik Jan Hanussen
- Erland Josephson : Dr. Bettelheim
- Ildikó Bánsági : Sœur Betty
- Walter Schmidinger : Chef de la propagande
- Károly Eperjes : Capitaine Tibor Nowotny
- Grażyna Szapołowska : Valery de la Meer
- Colette Pilz-Warren : Dagma
- Adrianna Biedrzynska : Wally
- György Cserhalmi : Comte Trantow-Waldbach
- Ewa Błaszczyk:  Henni Stahl